# Эвкалипт Босиста
Эвкалипт Босиста (лат. Eucalyptus bosistoana) — вечнозелёное дерево, вид рода Эвкалипт (Eucalyptus) семейства Миртовые (Myrtaceae).

## Распространение и экология
В природе ареал охватывает юго-восток Австралии — побережья южной и средней части Нового Южного Уэльса и побережье востока Джиппсленда в штате Виктория.
В Новом Южном Уэльсе произрастает в сухих и довольно влажных местностях, на богатых почвах. В Виктории встречается на богатых глинистых почвах, содержащих известь, по долинам рек и по холмам, а также на бедных почвах с глинистой подпочвой в районах с годовыми осадками в 750—1000 мм. Образует чистые насаждения или в смеси с Эвкалиптом гроздевидным (Eucalyptus botryoides), Эвкалиптом угловато-чашечковым (Eucalyptus goniocalyx) и изредка с Эвкалиптом железнодревесным (Eucalyptus sideroxylon). В чистых насаждениях в подлеске растут различные травы, а в смешанных — различные растения ксерофитного типа.
В молодом возрасте растения выдерживают кратковременное понижение температуры до −7… −6 °C без повреждений, а при морозах в 9,5° большая часть растений отмерзает до корневой шейки, у единичных экземпляров повреждается только крона или часть ствола. Взрослые деревья выдерживают более сильные (на 1—2°), но кратковременные морозы. При продолжительных морозах в 10—11°, как показала зима 1949-50 годов, у всех деревьев отмерзает надземная часть.
Растёт быстро. Так, на равнинных местах с аллювиальной и умеренно влажной почвой за три года достигает высоты в среднем в 6—7 м, при диаметре ствола 5—6 см, а на склоне с тяжелоглинистой почвой за 7 лет соответственно 10 м и 13,5 см.

## Ботаническое описание
Дерево высотой свыше 50 и диаметром ствола 1,9 м. Ствол прямой, высоко очищенный от ветвей.
Кора грубая, чешуевидная в нижней части ствола, в верхней и на ветвях — гладкая и опадающая.
Молодые листья супротивные, в количестве 4—5 пар, черешковые, от яйцевидных до округлых, длиной 3,5—4,5 см, шириной 2,5—4,5 см. Промежуточные листья очерёдные, черешковые, от яйцевидных до широколанцетных, длиной 9 см, шириной 5,5 см. Взрослые — очерёдные, черешковые, ланцетные, заострённые, длиной до 18 см, шириной 2—2,5 см, тонкие, бледно-зелёные
Зонтики 3—7-цветковые, пазушные или реже собранные в короткие верхушечные метёлки; ножки зонтиков почти цилиндрические, длиной 8—12 мм; бутоны яйцевидные или булавовидные, длиной 8—10 мм, диаметром 5 мм, на цветоножках длиной 5—8 мм, с конусовидной крышечкой, равной по длине трубке цветоложа; пыльники со сросшимися гнёздами, полушаровидные или обратнояйцевидные, открывающиеся круглыми порами, с маленькой железкой на верхушке.
Плоды на плодоножках, полушаровидные или почти яйцевидные, длиной 7 мм и столько же в диаметре, с узким и скошенным диском и с 4—6 вдавленными створками.
На родине цветёт в ноябре — феврале; на Черноморском побережье Кавказа — июне — июле.

## Значение и применение
Древесина желтовато-коричневая, прямослойная, плотная, чрезвычайно твёрдая и очень прочная в земле. В Австралии используется, для строительных работ, в производстве вагонов, колес, на шпалы, при сооружении верфей и мостов, на сваи, столбы и крупные балки и другие изделия
Листья содержат эфирное эвкалиптовое масло (0,97 %), состоящее из цинеола (35 %), пинена, терпинеола и сесквитерпенов.
Медонос.

## Таксономия
Вид Эвкалипт Босиста входит в род Эвкалипт (Eucalyptus) подсемейства Миртовые (Myrtoideae) семейства Миртовые (Myrtaceae) порядка Миртоцветные (Myrtales).
|  |                                      |  |                                                             |                                                             |                    |  | ещё 13 семейств (согласно Системе APG II) | ещё 13 семейств (согласно Системе APG II)    |                                              |  |  |  | ещё 130 родов       | ещё 130 родов        |  |  |
|  |                                      |  |                                                             |                                                             |                    |  | ещё 13 семейств (согласно Системе APG II) | ещё 13 семейств (согласно Системе APG II)    |                                              |  |  |  | ещё 130 родов       | ещё 130 родов        |  |  |
|  |                                      |  |                                                             | порядок Миртоцветные                                        |                    |  |                                           |                                              | подсемейство Миртовые                        |  |  |  |                     | вид Эвкалипт Босиста |  |  |
|  |                                      |  |                                                             | порядок Миртоцветные                                        |                    |  |                                           |                                              | подсемейство Миртовые                        |  |  |  |                     | вид Эвкалипт Босиста |  |  |
|  | отдел Цветковые, или Покрытосеменные |  |                                                             |                                                             | семейство Миртовые |  |                                           |                                              | род Эвкалипт                                 |  |  |  |                     |                      |  |  |
|  | отдел Цветковые, или Покрытосеменные |  |                                                             |                                                             |                    |  |                                           |                                              |                                              |  |  |  |                     |                      |  |  |
|  |                                      |  | ещё 44 порядка цветковых растений (согласно Системе APG II) | ещё 44 порядка цветковых растений (согласно Системе APG II) |                    |  |                                           | ещё 1 подсемейство (согласно Системе APG II) | ещё 1 подсемейство (согласно Системе APG II) |  |  |  | ещё более 700 видов |                      |  |  |
|  |                                      |  |                                                             | ещё 44 порядка цветковых растений (согласно Системе APG II) |                    |  |                                           |                                              | ещё 1 подсемейство (согласно Системе APG II) |  |  |  |                     |                      |  |  |